# Cassidy Gifford
Cassidy Gifford (New York, 2 de agosto de 1993) es una modelo y actriz estadounidense. Es conocida por su papel de Cassidy Spilker en la película The Gallows (2015) Es hija del exjugador de fútbol americano Frank Gifford y de la presentadora de televisión estadounidense Kathie Lee Gifford.
En 2015, fue elegida como una de las "18 mujeres hermosas que Estados Unidos no podrá resistir este verano" de la revista Esquire.

## Vida personal
Cassidy Es la hermana menor de Cody Gifford y media hermana menor de Kyle Gifford, Jeff Gifford y Vicky Gifford-Kennedy del primer matrimonio de su padre. En junio de 2020 se casó con Ben Wierda, sobrino de Betsy DeVos y  Erik Prince y nieto de Edgar Prince, en una ceremonia privada en Michigan.
Cassidy dio a luz a un hijo el 23 de junio de 2023.

## Filmografía

### Películas
| Año  | Título                       | Rol             | Notas                                    |
| ---- | ---------------------------- | --------------- | ---------------------------------------- |
| 2011 | Adventures of Serial Buddies | Hannah          |                                          |
| 2014 | God's Not Dead               | Kara            |                                          |
| 2015 | The Gallows                  | Cassidy Spilker |                                          |
| 2016 | Caged No More                | Skye            |                                          |
| 2016 | Twisted Sister               | Daisy           | También conocida como Sorority Nightmare |
| 2017 | Time Trap                    | Cara            |                                          |
| 2017 | Ten: Murder Island           | Minnie          |                                          |

### Televisión
| Año  | Título                 | Rol           | Notas                                       |
| ---- | ---------------------- | ------------- | ------------------------------------------- |
| 2005 | That's So Raven        | Jamie         | Episodio: "Día del perro después del novio" |
| 2010 | The Suite Life on Deck | Kate          | Episodio: "Comportamiento modelo"           |
| 2011 | Blue Bloods            | Mandy         | Episodio: "Misericordia"                    |
| 2017 | Like Cats and Dogs     | Laura Haley   | Película de TV                              |
| 2017 | The Detour             | Hannah        | Episodio: "El club"                         |
| 2024 | Los Baxter             | Reagan Peters | 23 episodios                                |